# BTR-40
BTR-40 je sovětský, resp. ruský[zdroj⁠?!] kolový obrněný transportér 4x4 z konce 40. let 20. století. Prototyp stroje byl vyroben v roce 1947, sériově se vyráběl v různých verzích v letech 1948–1960.

## Verze
- BTR-40 – sériová neozbrojená verze
- BTR-40A – verze s dvěma kulomety ráže 14,5 mm.
- BTR-40B – uzavřená verze s pancéřovou střechou, možnost instalace kulometu.
- BTR-40RCh – verze pro chemickou rozvědku
- BTR-40ŽD – železniční verze pro jízdu na kolejích.
- Typ 55 – čínská licence BTR-40

## Uživatelé
Albánie, Afghánistán, Burundi, Čína, Guinea, Indonésie, Izrael, Írán, Jemen, Kambodža, Keňa, Kuba, KLDR, Mali, Mongolsko, Jugoslávie, Sýrie, Somálsko, SSSR, Súdán, Tanzanie, Uganda, Vietnam